# Lagenodifflugia
Die Lagenodifflugia sind eine Gattung einzelliger, beschalter Amöben und gehört zur Familie der Difflugiidae. Die Gattung enthält vier Arten.

## Merkmale
Das Gehäuse der Vertreter der Lagenodifflugia ist birnenförmig mit einer deutlichen Einschnürung. Es besteht aus einem netzartig strukturierten organischen Kitt mit perforierter Oberfläche, in den mineralische Partikel eingebunden sind. Im Querschnitt ist das Gehäuse kreisförmig oder leicht abgeflacht. Die runde Mundöffnung befindet sich am Ende, im Inneren ist das Gehäuse durch eine Zwischenwand zweigeteilt, der trennende Abschnitt ist allerdings durch eine kreisförmige Öffnung durchlässig gestaltet. Der Zellkern ist vom ovularen Typ, enthält also viele Kernkörperchen.

## Vorkommen
Lagenodifflugia finden sich an Süßwasserpflanzen, in Torfmoosen und Sedimenten.

## Systematik
Die Gattung wurde 1983 von Franco Medioli und David B. Scott erstbeschrieben. Typusart ist Lagenodifflugia vas. Die Gattung umfasst vier Arten:
- Lagenodifflugia vas
- Lagenodifflugia bryophila
- Lagenodifflugia montana
- Lagenodifflugia eplouxi

## Nachweise
1. 1 2  Ralf Meisterfeld: Arcellinida, In: John J. Lee, G. F. Leedale, P. Bradbury (Hrsg.): An Illustrated Guide to the Protozoa. Band 2. Allen, Lawrence 2000, ISBN 1-891276-23-9, S. 837 (englisch).
2. ↑  Colin G. Ogden: The taxonomic status of the genera Pontigulasia, Lagenodifflugia and Zivkovicia (Rhizopoda: Difflugiidae), In: Bulletin of the British Museum (Natural History) Zoology, 52:1, 1987, S. 13